# Kusarigama

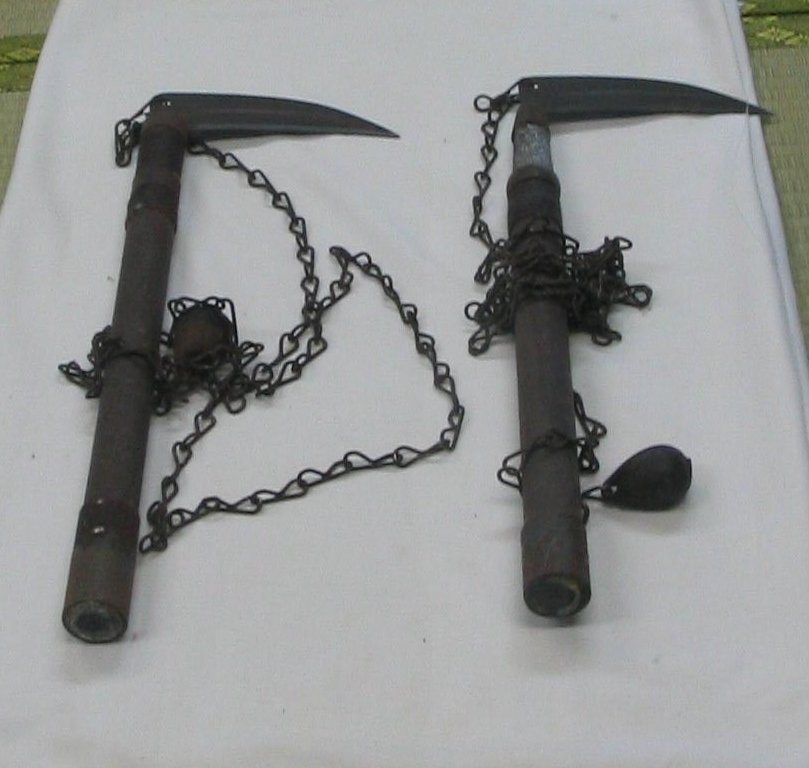
Kusarigama.

Le kusarigama (鎖鎌 ou くさりがま) est une arme blanche développée au Japon au XIIe siècle par des paysans soucieux de se défendre. En effet, n'ayant pas le droit d'utiliser un katana, et étant trop pauvres pour acheter une lance, un couteau ou n'importe quelle autre arme, les paysans ont utilisé dans leur intérêt défensif leurs outils, comme les faucilles (kama), les serpes, les truelles (kunaï) et autres.
Dans l'absolu, le kusarigama est une kama (faucille) dont l'extrémité du manche opposée à la lame était attachée à une chaine, dont la longueur variait en fonction des besoins, mais dont la taille générale se situait entre 4 et 6 m. L'extrémité de cette chaine était ornée d'un boulet métallique, d'une boule de bois, ou d'une pierre, de sorte qu'elle puisse être utilisée comme un fléau.
Les ninjas ont fait grand usage de kusarigama, déjà parce qu'il était facile à utiliser, pour eux, habitués au combat avec des chaines, et en plus parce qu'il permettait de se faire passer facilement pour un paysan, tout en restant efficace au combat, grâce à une arme rustique mais sophistiquée et polyvalente. Effectivement, la souplesse, la létalité et la rapidité d'utilisation font de la chaine une arme très efficace face à un sabre, une lance, un couteau ou un homme désarmé. La rigidité d'une lame fixe ou d'un bâton était désavantageuse, face à une chaine, qui ne pouvait pas être tranchée ou coupée, mais qui pouvait passer la défense de l'adversaire, pour l'atteindre sans se rapprocher de lui.
Le kusarigama a été l'objet d'améliorations et d'évolutions, et a donné naissance au kyoketsu shoge.
Le kusarigamajutsu est enseigné dans des koryū, notamment la Nito Shinkage-ryū kusarikamajutsu (二刀神影流鎖鎌術), Suiō-ryū iai kenpo (水鷗流 居合 剣法), ainsi que dans les koryū de ninjutsu.
On le retrouve également dans les arts martiaux d'Okinawa.

## Étymologie
En japonais, « kusari » (くさり) signifie « chaîne » et « kama » (かま) signifie « faucille ». Lorsque les deux mots sont associés, la prononciation du second change et devient « gama » (がま) (par l'effet du rendaku). En kanji, le mot s'écrit 鎖鎌 et se prononce donc « kusarigama » (くさりがま).

## Médias
- Vagabond de Takehiko Inoue : tomes 12 et 13, Kohei Tsujikazé se fait passer pour Baïken Shishido, il attaque Miyamoto « Takezo » Musashi avec son kusarigama.
- Secret of Mana : dans la liste des fouets.
- Ninja Gaiden 2 : Ryu Hayabusa trouve cette arme dans le 5e niveau du jeu.
- Naruto : Hanzô la salamandre est un maître dans l'utilisation de cette arme.
- Inuyasha : Kohaku, le petit frère de Sango, possède un kusarigama en os de démon.
- Ninja assassin (http://www.imdb.com/title/tt1186367/).
- Soul Eater : Tsubaki, la partenaire de Black☆Star, possède la faculté de se changer en kusarigama, appelé « grappin-faucheur » dans la série.
- Baki the Grappler : Ryuko Yanagi s'en sert contre Baki.
- Shadow Fight 2 : c'est une arme utilisable à partir du niveau 6.
- Dans Daredevil no 507, paru le 9 juin 2010, Daredevil est attaqué par un groupe de ninjas qui, d'après lui, utilisaient des kusarigama : « I don't know, but they wielded kusarigama. »
- League of Legends : le champion Thresh utilise un kusarigama pour attraper et immobiliser les champions ennemis.
- Nioh, PlayStation 4 (2017) : le kusarigama fait partie des différents types d'armes utilisables par le joueur. On le revoit également dans sa suite.
- RWBY : les armes d’Emerald sont clairement inspirées du kusarigama.

- Assassin's Creed Shadows (2025) : Le kusarigama fait partie de l'arsenal de la shinobi Naoe Fujibayashi, un des deux personnages jouables.